# Prado (ort i Colombia, Tolima, lat 3,75, long -74,93)
Prado är en ort i Colombia.   Den ligger i departementet Tolima, i den centrala delen av landet, 130 km sydväst om huvudstaden Bogotá. Prado ligger 317 meter över havet och antalet invånare är 3 556.
Terrängen runt Prado är platt åt nordväst, men åt sydost är den kuperad. Runt Prado är det ganska glesbefolkat, med 34 invånare per kvadratkilometer. Närmaste större samhälle är Purificación, 12,0 km norr om Prado. Trakten runt Prado består huvudsakligen av våtmarker.